# Raión de Stáritsa
El raión de Stáritsa (ruso: Ста́рицкий райо́н) es un distrito administrativo (raión) ruso perteneciente a la óblast de Tver. Su forma de autogobierno local es desde 2022 la de ókrug municipal (Ста́рицкий муниципальный округ), albergando su territorio un único ayuntamiento con sede en la capital distrital homónima. Se ubica en el sur de la óblast.
En 2021, el raión tenía una población de 21 452 habitantes, de los cuales 6938 vivían en la ciudad de Stáritsa. Los otros catorce mil habitantes se repartían en 416 localidades rurales, de las cuales las más pobladas son el poblado ferroviario de Stáritsa (de unos mil cien habitantes), Emelyánovo, Lúkovnikovo (estos dos últimos de unos setecientos habitantes cada uno), Bernovo, Novo-Yamskaya, Stepúrino y Arjánguelskoye (estos cuatro últimos de unos quinientos habitantes cada uno).
El raión es limítrofe al sureste con la vecina óblast de Moscú.